# Funicolare Vellone-Campo dei Fiori
La funicolare Vellone-Campo dei Fiori era una linea funicolare che collegava la Valle del Vellone con il massiccio del Campo dei Fiori sulle Prealpi Luganesi, presso la città di Varese in Italia, dove era ubicato il prestigioso Grand Hotel Campo dei Fiori.

## Storia

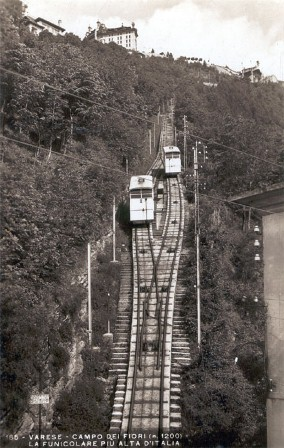
Le due vetture al punto d'incrocio durante l'esercizio della linea.

Il progetto di un tracciato che collegasse Varese con il massiccio del Campo dei Fiori fu ideato nei primi anni del Novecento. Nello stesso periodo, a cura della Società Grandi Alberghi Varesini, fu avviata la costruzione, presso la località Monte Tre Croci localizzata sul massiccio del Campo dei Fiori ad un'altezza di circa 1030 m s.l.m., del Grand Hotel Campo dei Fiori e del Ristorante Belvedere.
La funicolare Vellone-Campo dei Fiori fu realizzata successivamente alla funicolare Vellone-Sacro Monte attivata nel 1909, la quale aveva partenza dalla medesima stazione dalla caratteristica forma ottagonale, situata nella valle del torrente Vellone posta fra il Sacro Monte ed il Campo dei Fiori; la stessa era collegata alla sottostante città di Varese mediante la linea Varese-Prima Cappella-Vellone, che faceva parte della rete tranviaria di Varese.
Il progetto originale sarebbe stato di far arrivare la linea direttamente al Grand Hotel, ma si preferì optare per una stazione esterna, in quanto il fracasso dei motori avrebbe disturbato i clienti dell'albergo. Nel 1910 fu approvato il progetto e iniziarono immediatamente i lavori, che vennero svolti con celerità; il servizio fu avviato il 20 aprile 1911.
Il traffico, di origine prevalentemente turistica, crebbe significativamente dopo la prima guerra mondiale, con punte che raggiunsero i 133.000 visitatori nel ferragosto del 1933. Tale periodo d'oro dei trasporti pubblici e dell'economia varesina si arrestò con la seconda guerra mondiale, allorché l'impianto fu utilizzato per il trasporto dei feriti da e per il monte, dove il grande albergo era stato adattato a ospedale.
Dopo la guerra la funicolare cadde in declino, in seguito al mancato ammodernamento dell'impianto stesso, alla riduzione del flusso turistico ed alla diffusione del trasporto su gomma propugnato dallo stesso Comune di Varese, fino al settembre 1953, anno in cui il servizio viene dapprima limitato "a richiesta" e dopo pochi mesi, il 31 agosto, soppresso e sostituito da un servizio di autobus.
Sul fianco del monte Campo dei Fiori è ancora visibile il tracciato della funicolare, con i relativi gradini di servizio, la pensilina della stazione di partenza (Vellone) e della stazione di arrivo (Campo dei Fiori), seppur in precarie condizioni. L'edificio che ospitava il ristorante posto nei pressi della stazione a monte è fatiscente. Nel luglio del 2000 venne riaperta la funicolare del Sacro Monte e l'anno successivo venne presentato alla stampa un progetto di ripristino di quella di Campo dei Fiori.
| Unknown route-map component "d" | Unknown route-map component "d" | Unknown route-map component "d" | Unknown route-map component "d" + Unknown route-map component "uexdKBHFa-L" | Unknown route-map component "utdKBHFe-R" |  |

| Unknown route-map component "uexHST" |

| Unknown route-map component "uexSPLa" |

| Unknown route-map component "uexSPLe" |

| Unused straight waterway |

| Unknown route-map component "uexKBHFe" |

## Caratteristiche
Il sedime ferroviario presenta due curve, una galleria, alcuni viadotti e sovrappassi; la pendenza media è del 49% e la massima del 56%. Le due stazioni di partenza e arrivo sorgevano rispettivamente alle quote di 630 e 1032 metri sul livello del mare, per un dislivello di 401,95 e una lunghezza complessiva di 907 metri. Poco prima del raddoppio d'incrocio, in corrispondenza dell'incrocio con la strada carrabile del Campo dei Fiori, era inoltre collocata una fermata intermedia.
Le due vetture, che avevano massa a vuoto di 3800 kg e capienza di 50 persone più due agenti (macchinista/controllore), percorrevano il tragitto in 11 minuti con una velocità massima di 1,4 m/s.